# San Saba megye
San Saba megye az Amerikai Egyesült Államokban, azon belül Texas államban található. Megyeszékhelye és legnagyobb városa San Saba. Lakosainak száma 5730 fő (2020. április 1.). San Saba megye Mills, Lampasas, Burnet, Llano, Mason, McCulloch és Brown megyékkel határos.

## Népesség
A megye népességének változása:
| Lakosok száma | 6138 | 6060 | 6016 | 6012 | 5901 | 5959 | 5730 |
|               | 2010 | 2011 | 2012 | 2013 | 2015 | 2017 | 2020 |